# Ángel Lulio Cabrera
No confundir con su padre, el zoólogo Ángel Cabrera Latorre
Ángel Lulio Cabrera (Madrid, 19 de octubre de 1908 - La Plata, 8 de julio de 1999) fue un destacado botánico y fitogeógrafo argentino de la segunda mitad del siglo XX.

## Biografía

### Comienzos
Nació en Madrid, hijo del zoólogo y paleontólogo Ángel Cabrera y nieto del primer obispo anglicano de España. Las vacaciones con su familia en la Sierra de Guadarrama y la profesión de su padre influirían en su posterior vocación por la biología.
Siendo aún adolescente, y con motivo de la contratación de su padre en el Museo de La Plata, se traslada con sus padres y su hermana a vivir a la Argentina en 1925. En un principio planeó estudiar derecho para dedicarse a la diplomacia, pero acabó decidiendo estudiar el Doctorado de Ciencias Naturales.
A los 18 años, en 1926, realiza con su padre un viaje de más de dos meses por la Patagonia con el objetivo de recoger vertebrados, insectos y fósiles. Es en este viaje donde Ángel L. Cabrera descubre su pasión por la botánica al recolectar también material de herbario. Más tarde recibe clases de Augusto Scala y de Lorenzo R. Parodi, a quien consideraría su maestro. Parodi lo tuvo además como jefe de Trabajos Prácticos de su cátedra en la Universidad de La Plata. Cabrera se licenció en 1931.

### Trayectoria científica
Su actividad docente se desarrolló tanto en el Museo de La Plata como en la Facultad de Humanidades de la Universidad de La Plata, donde recorrió los diferentes escalafones desde ayudante hasta convertirse en profesor emérito en el año 1973. Impartió clase en diferentes disciplinas: Botánica, Latín y Nomenclatura científica o Fitogeografía y Ecología vegetal. Así mismo tuvo abundantes discípulos, llegando a dirigir hasta 20 tesis doctorales. Entre sus dirigidos se encontraron investigadores como Aida Pontiroli, Genoveva Dawson, Otto Solbrig, Jorge Morello, Humberto A. Fabris, Delia Abbiatti, Maevia N. Correa, Delia Añón Suárez, Cristina Orsi, Amelia Torres, Elsa Zardini, Jorge Crisci, Roberto Kiesling y Fernando Zuloaga  Fue pionero, junto con Raúl Ringuelet, en establecer la primera licenciatura en Ecología de la Argentina en la Universidad de la Plata, a finales de los años 60. 
Por otra parte, su investigación le hizo estar a cargo del Departamento Científico (primeramente llamado División) de Plantas Vasculares del Museo de La Plata desde el año 1946 hasta 1975. Fue un prolijo recolector de especies y enriqueció notablemente el herbario de dicho departamento, del cual se hizo cargo, que pasó aproximadamente al medio millón de pliegos desde los pocos miles con los que contaba cuando Cabrera se hizo cargo. Paralelamente, fue miembro del CONICET desde 1966 y director del Instituto de Botánica Darwinion, en San Isidro, desde 1976 hasta 1982.
Su actividad investigadora se centró en la taxonomía, pero también fue fundamental para el avance de la ecología y la fitogeografía en una época muy favorable para la botánica en la Argentina. Estaba especializado en la familia de las Compuestas, aunque también describió varias floras regionales y publicó unos 250 textos especializados, entre otros, describiendo varias especies de plantas desconocidas para la ciencia.
Fundó la Sociedad Argentina de Botánica en 1945 con el objeto de agrupar las actividades de los botánicos argentinos, fue su presidente durante dos mandatos y fue editor de su revista, el Boletín de la Sociedad Argentina de Botánica. Además, fue editor de las revistas Darwiniana y Hickenia. También fue miembro de sociedades de Historia Natural y Botánica de varios países, como Chile (El género Senecio en Chile fue exhaustivamente revisado, 208 especies fueron aceptadas), EE. UU., el Perú, Venezuela o el Ecuador, motivado por la extensión de su actividad profesional al ámbito de Suramérica.

## Otros datos
Cabrera era definido por los que le conocieron como una persona muy curiosa, fascinada por las plantas (era capaz de detener súbitamente el automóvil para observar una planta y explicar detalles sobre ella a sus alumnos, siempre en pequeños grupos). Le consideraban de naturaleza humilde, prefiriendo alojarse en alojamientos rurales antes que en hoteles, y con pocas pretensiones, pues renunció varias veces a presentarse a decano por "preferir ser amigo" del mismo. Contaba un sinfín de anécdotas en sus viajes y era considerado bastante chistoso.
Fue homenajeado por otros botánicos, que le dedicaron más de 50 especies vegetales descubiertas.
Se casó con Sara Amavet, que lo apoyó durante toda su actividad profesional. Tuvieron tres hijas, Marisa, Susana y Elsa. En el momento de su fallecimiento contaba con siete nietos y dos bisnietos.

## Publicaciones destacadas
- Cabrera, A.L. (ed.) (1963-1970). Flora de la provincia de Buenos Aires. Col. Cient. INTA 4, partes 1-6. Buenos Aires
- Cabrera, A.L. (1971). Fitogeografía de la República Argentina. Boletín de la Sociedad Argentina de Botánica 14, 1-42
- Cabrera, A.L. y Willink, A. (1973). Biogeografía de América Latina. Organización de Estados Americanos, Serie Biología, Monografía N.º 13. 117 p
- Cabrera, A.L. (1976). Regiones fitogeográficas argentinas. Acme, Buenos Aires. 85 pp. (Enciclopedia argentina de agricultura y jardinería ; Tomo 2 fasc. 1)
- Cabrera, A.L. (ed.) (1978-1993). Flora de la provincia de Jujuy. Col. Cient. INTA 13, partes 8-10. Buenos Aires

## Premios recibidos
- Premio a la Producción Científica y Literaria Regional (1941)
- Premio a la Investigación de la Sociedad Científica Argentina (1957)
- Premio al Mérito “D. Joao VI” de Brasil (1958);
- Premio “Dr. Abraham Misbashan” del CONICET (1967)
- Premio Provincia de Buenos Aires (1972)
- Premio “Francisco P. Moreno” del Museo de La Plata (1977)
- Premio Konex de Platino (1993)
- Premio al Mérito Científico de la SECYT argentina (1995)
- Premio Bunge y Born (1997)

- La abreviatura «Cabrera» se emplea para indicar a Ángel Lulio Cabrera como autoridad en la descripción y clasificación científica de los vegetales.[2]